# Marian Fuks (fotograf)

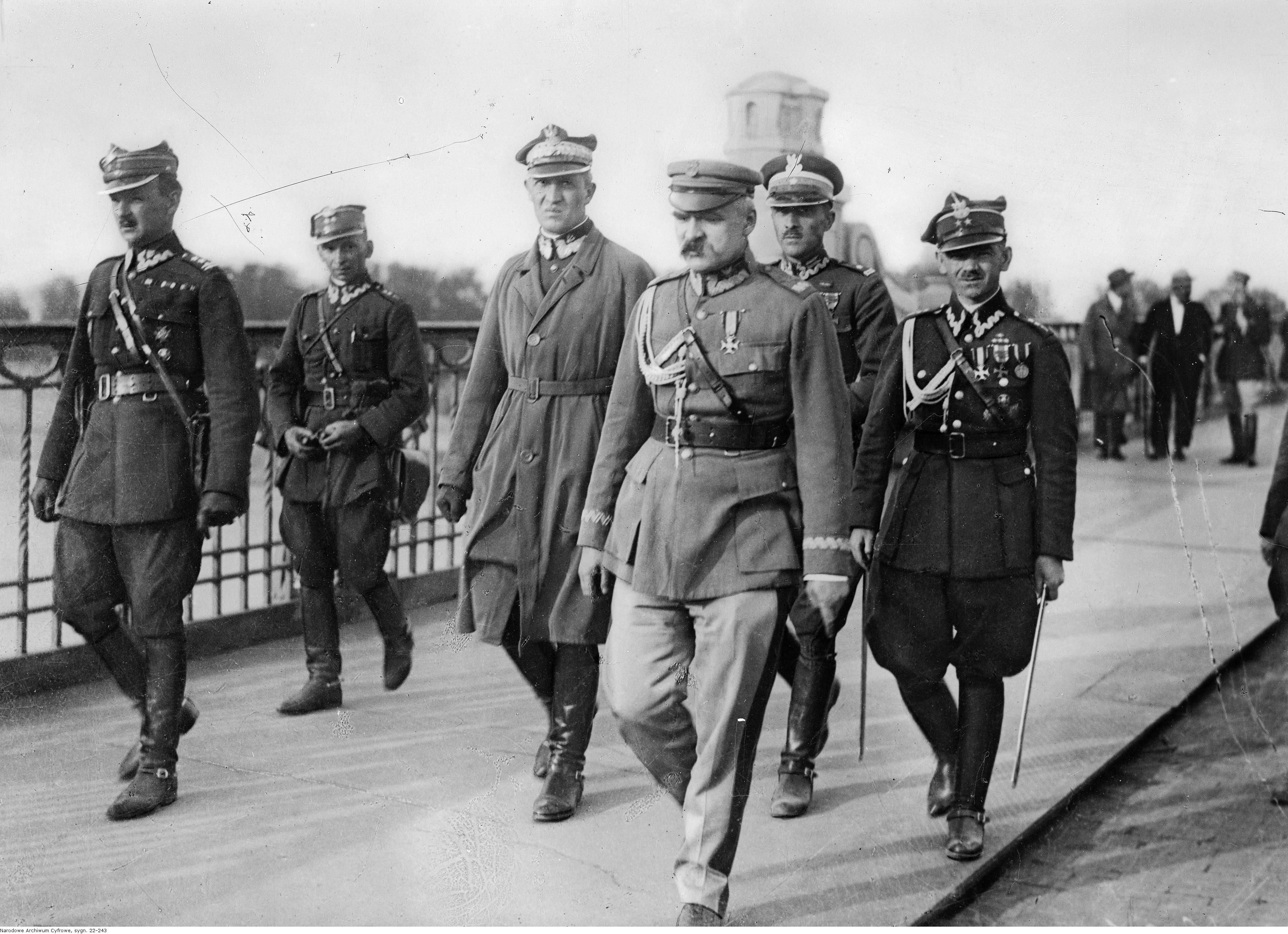
Foto: Marian Fuks

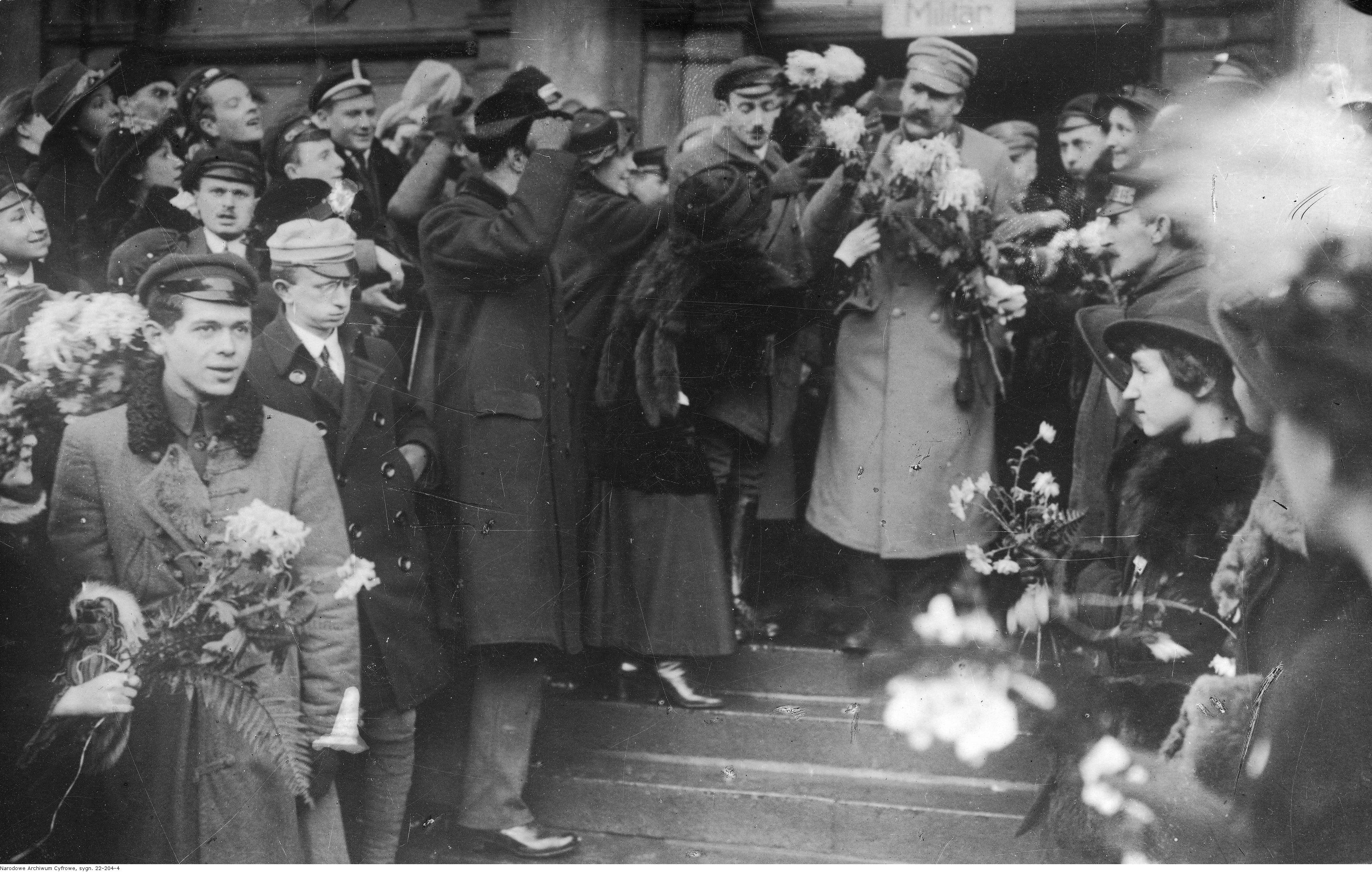
Foto: Marian Fuks

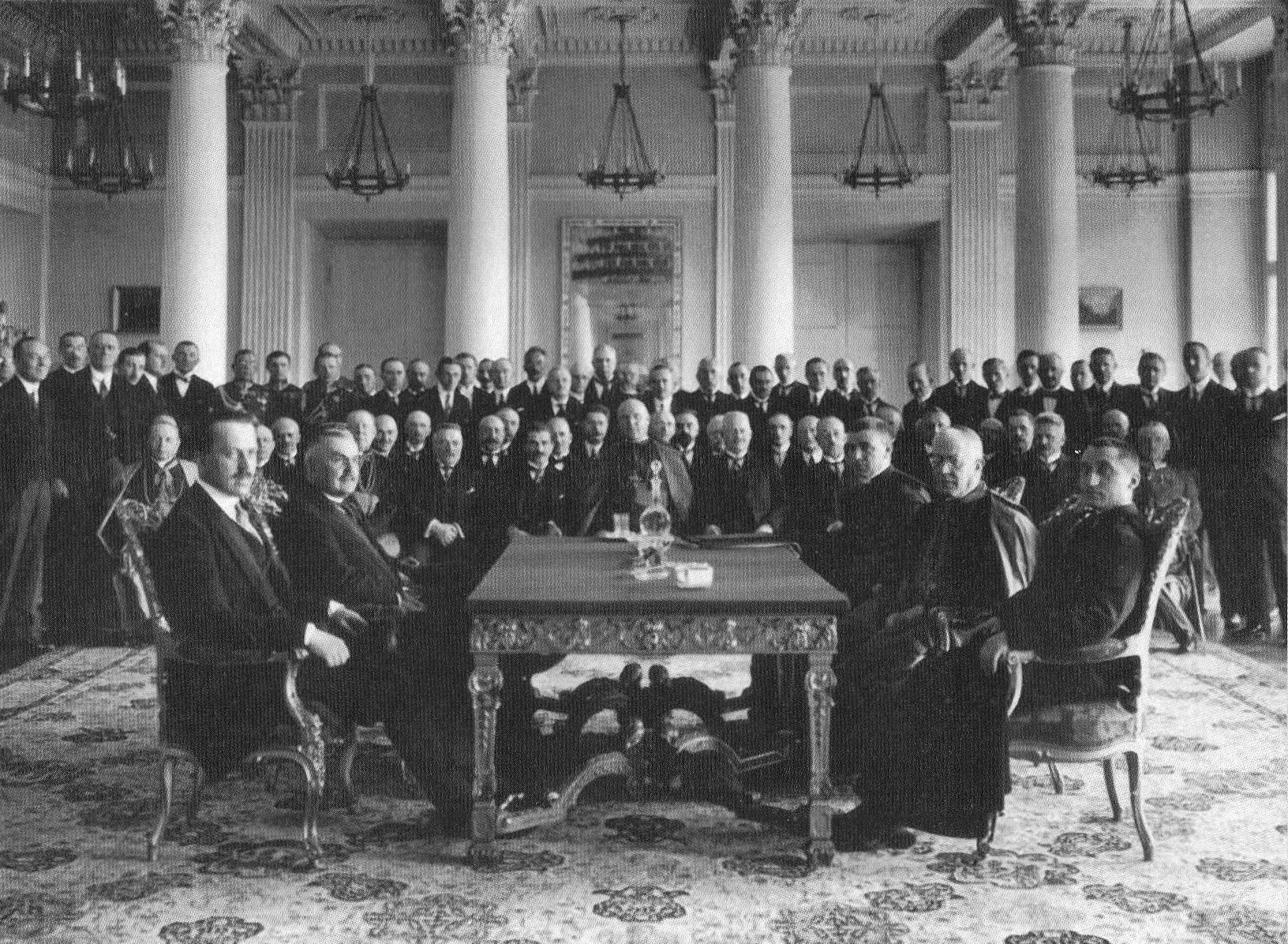
Foto: Marian Fuks

Marian Fuks (ur. 1884 w Warszawie, zm. 23 lutego 1935 tamże) – polski fotograf, fotoreporter, filmowiec. Założyciel pierwszej agencji fotograficznej w Polsce – Agencji Fotograficznej Mariana Fuksa Propaganda. Członek założyciel i wieloletni przewodniczący Stowarzyszenia Pracowników Fotografii w Warszawie.

## Życiorys
Marian Fuks związany z warszawskim środowiskiem fotograficznym – mieszkał, pracował, fotografował w Warszawie. Miejsce szczególne w jego twórczości zajmowała fotografia portretowa oraz fotografia reportażowa – związana m.in. z tematyką kulturalną, obyczajową, polityczną, przemysłową, społeczną (dokumentował m.in. demonstrację patriotyczną w Warszawie – 1916, ostatnie lata I wojny światowej, wkroczenie wojsk polskich do Kijowa – 1920, przewrót majowy – 1926, Józefa Piłsudskiego na moście Poniatowskiego w czasie przewrotu majowego – 12 maja 1926). Zawodowo związany z fotografią reportażową od 1906 roku – wówczas został etatowym fotoreporterem nowo powstałego tygodnika Świat. 
W 1906 roku przy skrzyżowaniu ulicy Marszałkowskiej i Alei Jerozolimskich w Warszawie otworzył własny zakład fotograficzny, przekształcając go w 1910 roku w Agencję Fotograficzną Mariana Fuksa Propaganda – współpracującą z prasą ogólnopolską oraz zagraniczną. W 1910 roku był jednym z inicjatorów utworzenia Stowarzyszenia Fotografów Zawodowych Królestwa Polskiego. W 1914 roku był inicjatorem i współzałożycielem Stowarzyszenia Pracowników Fotografii, zrzeszającego właścicieli fotograficznych firm żydowskich, którym kierował w latach 1914–1932. 
Zajmował się także reportażem filmowym; sfilmował m.in. pogrzeb Bolesława Prusa (1912) i liczne ważne lub sensacyjne wydarzenia (m.in. proces Damazego Macocha, hr. Ronikera). Podjął się również realizacji filmów fabularnych (Obłąkany, 1912, ze Stefanem Jaraczem; Carewicz, 1918).  
Marian Fuks zmarł w 23 lutego 1935, pochowany 27 lutego na cmentarzu ewangelicko-augsburskim w Warszawie przy ulicy Młynarskiej. Archiwum fotograficzne Mariana Fuksa zostało zniszczone podczas działań wojennych w 1939 roku. 
W 2018 roku w warszawskim Domu Spotkań z Historią zorganizowano wystawę fotografii Mariana Fuksa, nawiązującą do 100. rocznicy odzyskania przez Polskę niepodległości, Marian Fuks – pierwszy fotoreporter II RP.

## Publikacje
- Zaranie fotografii dziennikarskiej w Polsce – broszura (1925)[3][11];